# 麦克劳德综合征
麥克勞德綜合症（McLeod syndrome，簡稱MLS），俗稱手舞足蹈症，是一種罕見的非主要系統遺傳性疾病，是神經棘紅細胞增多症（Neuroacanthocytosis）的其中一種，會影響患者的血液、腦部、周围神经系统、肌肉及心臟。
其發生率至今在全球僅約有150宗病例，而香港的第一宗病例在2013年8月發現。
遺傳方面，其遺傳方式為性染色體隱性遺傳模式遺傳突變，位於X染色體上缺陷的XK基因蛋白，由母親遺傳給下一代；而帶因的女性無症狀表現。這段基因是負責生產Kx蛋白，一種在紅血球細胞表面上凱爾抗原的次要支持蛋白質。
這種病的發現歷史很短，是於1961年發現的。
在顯微鏡底下觀察，患者的紅血球一般會出現「崩裂」（spiky）形狀，被稱為棘紅細胞（acanthocyte），「不像正常人的紅血球是呈完整的圓形而是有尖角」。

## 治療
此症現時無藥可治，視乎患者的病徵，只能提供藥物方面的支援性治療，以協助控制其癲癇、心臟和精神方面的病況，但其舞踏運動方面的治療效果可能欠佳。

## 外部連結
- GeneReview/NIH/UW entry on McLeod Neuroacanthocytosis Syndrome（页面存档备份，存于）